# 홍우경 초상
홍우경 초상(洪友敬 肖像)은 충청북도 진천군 광혜원면 실원리에 있는 조선시대의 초상화이다. 2004년 10월 22일 충청북도의 유형문화재 제245호로 지정되었다.

## 개요
홍우경 영정은 대상 인물의 용모와 기품이 잘 나타나게 묘사하였고 전체적으로 화격이 우수하여 기량있는 화가가 그린 초본으로 여겨지며 조선후기 전반 영정의 제작양상을 파악할 수 있는 중요한 회화작품이다.

## 참고 자료
- 홍우경 초상 - 국가유산청 국가유산포털